# José del Carmen Quesada del Río
José del Carmen Quesada del Río (1833-1885) fue abogado y juez chileno. 
Nació en Concepción, Chile en 1833. Hizo sus estudios de humanidades en el Instituto Nacional y cursó leyes en la Universidad. Se tituló abogado el 14 de enero de 1858. Amante de la literatura clásica, y de las ciencias físicas y matemáticas, estudió las lenguas griegas y latinas bajo la dirección del orientalista Vendel Heyl. Establecido en su ciudad natal, fue nombrado juez interino en abril de 1862. Radicado más tarde en la ciudad de Los Ángeles, fue elegido presidente del Club de la Democracia el 20 de agosto de 1869. En 1876 se le nombró juez letrado de Lebu. Poco después fue encargado del juzgado de Chillán, en cuyo cargo permaneció hasta el día de su fallecimiento, acaecido a fines de noviembre de 1885.